# Betsukai
Betsukai (別海町?) è una cittadina giapponese della prefettura di Hokkaidō.